# حافز ضريبي
الحافز الضريبي هو أحد جوانب قانون الضرائب الموضوعة بهدف تحفيز أو تشجيع نشاط اقتصادي معين.

## توضيح
توجد نصوص قليلة جدًا في قانون الضرائب تشكل حوافز. وفي كثير من الأحيان يستخدم هذا المصطلح استخدامًا خاطئًا.
بالنسبة لمعظم الجزء المسمى «حوافز ضريبية» فإنه يزيل جزءًا أو جميع الأعباء الضريبية عن أي تعاملات سوقية تتم. ويرجع ذلك إلى أن كل الضرائب تقريبًا تفرض ما يسميه الاقتصاديون العبء الزائد أو خسارة بلا ضمان. فالخسارة بلا ضمان هي الفارق بين مقدار النشاط الاقتصادي الذي قد يتحقق دون الضرائب والمقدار الذي يمكن تحقيقه مع فرض الضرائب.
وسنوضح ذلك في الأمثلة التالية. ففي حالة فرض ضرائب على المدخرات، سيدخر الشعب بنسبة أقل مما كان سيفعل في حالة عدم فرض الضرائب. وعند فرض ضرائب على السلع سيشتري الشعب بضائع أقل. وعند فرض ضرائب على الأجور سيعمل الشعب بنسبة أقل. وعند فرض ضرائب على الأنشطة مثل الأنشطة الترفيهية والرحلات فهذا سيؤدي إلى خفض وتيرة استهلاكها أيضًا. وفي بعض الأحيان يكون الهدف من فرض الضرائب هو خفض تلك الأنشطة التجارية كما هو الحال عند فرض ضرائب على السجائر. ولكن خفض نشاط ما لا يكون هو الهدف في معظم الأحوال، حيث إن زيادة النشاط التجاري أمر مرغوب.
عند الحديث عن حافز ضريبي، فإن ذلك يعني عادةً إلغاء الضريبة (أو جزء منها) ومن ثم تخفيف العبء وإلغاء حافز سلبي حقًا. ولتوضيح كيف أن إلغاء الضريبة يزيد من مستوى النشاط التجاري بإلغاء العبء الزائد. فيمكننا الاستعانة بتشبيه العصا والجزرة. فالجزرة حافز، والعصا ليست حافزًا. فإذا قلت ضربات العصا من عشر ضربات إلى خمس ضربات، فبالكاد يستطيع المرء التفكير في ذلك على أنه زيادة في الحوافز. لكن فعل ذلك يعد مقارنة جيدة مع معظم الضرائب. فمعظم الضرائب مثلها مثل ضربات العصا.
بغض النظر عن ذلك، يستخدم مصطلح «حافز ضريبي» استخدامًا خاطئًا في الحديث العام عند الإشارة إلى أي تغير في السلوك نتيجة خفض ضريبة أو خفض نسبي للضريبة.

## العرض غير المرن
تشكل إلغاء الضريب حافزًا حقيقيًا في النشاط التجاري في حالة واحدة فقط. وهي عندما يتم فرض ضريبة على أي نوع أو قاعدة ذات معدل عرض غير مرن.
يكون العرض غير مرن عند تمثيله رسوميًا بخط عرض رأسي تمامًا في مواجهة المحور «ص». وحسبما يتم دومًا تمثيل منحنيات العرض والطلب، يستخدم المحور «س» لتمثيل الكمية والمحور «ص» لتمثيل السعر. وتكون معظم عناصر السوق الممثلة بخط طلب رأسي تمامًا هي الموارد الطبيعية - مثل الأراضي والهواء والماء والطيف الكهرومغناطيسي والخانات الوقتية في الموانئ الجوية وما إلى ذلك.
أيضًا، ينضم إلى هذه الفئة عادةً الوقود الحفري والمعادن والأحجار النفيسة، ذلك أن العرض يكون ثابتًا بالكاد عند نقطة زمنية معينة، رغم أنه يمكن توفير المزيد في الأسواق عندما يلزم ذلك. لكن العرض المحدود لتلك العناصر يعني أن منحنى العرض لها يرتفع ارتفاعًا حادًا بارتفاع الطلب. مارك توين، ولاحقًا ويل روجرز، اشتهر عنهما أنهما قالا «اشتر الأرض؛ فهم لن يفعلوا فيها المزيد.» وهناك فئة أخرى من العناصر ذات معدل العرض الثابت وهي ما يعرف عادةً باسم «الأشياء التذكارية» - الأعمال الفنية والتحف والصور الشخصية للمشاهير وما إلى ذلك.
يكمن السر وراء كون فرض ضرائب باهظة على العناصر والقواعد ذات معدل العرض الثابت حافزًا سوقيًا أن فرض الضرائب لا يقلل الصفقات على الإطلاق؛ بل يحفزها. فكلما زادت الضرائب المفروضة على تلك العناصر، زادت حماسة مالكيها للتربح مما يملكونه ويحتفظون به. فبدلاً من أن يكونوا مطية لاستثمار متوقع، فإن ملكيتهم المعطلة لهذه الأشياء لها سعر. فمهما كان السعر السوقي لتلك العناصر بذاتها، فإن تكلفتها ترجع بصورة أكبر لما يطلق عليها الاقتصاديون الريع. فالقيمة السوقية لها لا ترجع بأي حال من الأحول لأي شيء قام به المالكون، ولكنها ترجع بدلاً من ذلك إلى طلب المجتمع السوقي على وجه الإجمال.
عندما تتحول القيمة السوقية للعناصر ذات معدل الطلب غير المرن إلى ريع، فإنها تصبح تدفقًا، الذي عندما تُفرض عليه الضرائب، فإنه يتحول إلى اقتصاد نشط. وبدلاً من أن يتم «تجميدها» تجميدًا فعليًا وإخراجها من السوق، تُعاد تلك الثروة إلى التدفق الدوري للسوق، بدلاً من أن تختفي وتضيع. وهذا بدوره يثري تدفق الثروة العام في المجتمع ومن ثم يمثل حافزًا للمشروعات العامة. وبهذه الطريقة، تكون الضرائب المفروضة على العناصر ذات معدل الطلب غير المرن حافزًا ليس فقط للمالكين الأفراد ولكن للمجتمع بأسره.